# 阿利斯特·富特
阿利斯特·富特（英語：Alister Foot，1987年6月15日—），澳大利亚男子赛艇运动员。他曾代表澳大利亚参加世界赛艇锦标赛，获得一枚金牌和二枚银牌，均来自男子轻量级八人单桨有舵手项目。